# Josep Ángel Sáiz Meneses
José Ángel Saiz Meneses (Sisante, 2 agosto 1956) è un arcivescovo cattolico spagnolo, dal 17 aprile 2021 arcivescovo metropolita di Siviglia.

## Biografia
Monsignor Josep Ángel Sáiz Meneses è nato a Sisante il 2 agosto 1956. Nel 1965 la famiglia si è trasferita a Barcellona e si è stabilita nel distretto di Sant Andreu de Palomar.

### Formazione e ministero sacerdotale
Ha iniziato gli studi ecclesiastici nel 1968 entrando nel seminario minore diocesano "Madonna di Montalegre" di Barcellona. Dal 1975 al 1977 ha studiato psicologia all'Università di Barcellona e poi si è trasferito a Toledo e ha proseguito gli studi di filosofia, spiritualità e teologia presso il seminario locale. Ha partecipato attivamente alle opere del Movimento Giovani Cursillo.
Il 15 luglio 1984 è stato ordinato presbitero per l'arcidiocesi di Toledo dal cardinale Marcelo González Martín nella cattedrale di Santa Maria a Toledo. Poco dopo ha conseguito il baccalaureato in teologia presso la sede di Burgos della Facoltà di Teologia della Spagna del Nord. In seguito è stato rettore delle chiese di Los Alares e Anchuras dal 1984 al 1985, cappellano dell'ospedale di Valladolid dal 1985 al 1986 e vicario parrocchiale di Illescas dal 1986 al 1989. È stato anche consigliere per l'area delle Squadre della Vergine, consigliere per il Movimento degli insegnanti e dei professori cristiani dal 1986 al 1989 e professore di religione presso la scuola "La Sagra d'Illescas" dal 1986 al 1989.
Nel 1989 è ritornato a Barcellona e ha chiesto di incardinarsi in quell'arcidiocesi. È stato vicario parrocchiale di San Andrés de Palomar dal 1989 al 1992, parroco della parrocchia della Beata Vergine del Rosario a Cerdanyola del Vallès nel 1992 e responsabile del servizio di pastorale e assistenza universitaria e formazione religiosa (SAFOR) presso l'Università autonoma di Barcellona e del centro universitario cristiano di Cerdanyola del Vallès dal 1992. È stato assistente diocesano del movimento ecclesiale Cursillos de Cristiandad dal 1994 al 1996. Durante tutti questi anni ha studiato per la licenza in teologia che ha conseguito presso la Facoltà di teologia della Catalogna nel 1993 con una tesi intitolata "Genesi e teologia dei Cursillo de Cristiandad" diretta dal dottor Josep M. Rovira Belloso e pubblicata nel 1998. Ha pubblicato numerosi articoli sull'evangelizzazione e la pastorale nel mondo giovanile, in particolare sulla rivista Ecclesia, e ha iniziato la preparazione della tesi di dottorato su "Agenti e istituzioni di evangelizzazione".
Il 6 maggio 2000 è stato nominato segretario generale e cancelliere arcivescovile e il 10 aprile 2001 è diventato membro del collegio dei consultori della medesima arcidiocesi.

### Ministero episcopale
Il 30 ottobre 2001 papa Giovanni Paolo II lo ha nominato vescovo ausiliare di Barcellona e titolare di Selemsele. Ha ricevuto l'ordinazione episcopale il 15 dicembre successivo nella cattedrale di Barcellona dal cardinale Ricardo María Carles Gordó, arcivescovo di Barcellona, co-consacranti l'arcivescovo Manuel Monteiro de Castro, nunzio apostolico in Spagna e Andorra, e l'arcivescovo metropolita di Granada Antonio Cañizares Llovera.
Il 15 giugno 2004 lo stesso papa Giovanni Paolo II lo ha nominato primo vescovo della nuova diocesi di Terrassa. Ha preso possesso della diocesi il 25 luglio successivo con una celebrazione nella cattedrale dello Spirito Santo a Terrassa.
Nel febbraio del 2005 e nel marzo del 2014 ha compiuto la visita ad limina.
In seno alla Conferenza episcopale tarraconense è stato responsabile del segretariato interdiocesano per l'insegnamento, della commissione interdiocesana per l'apostolato secolare e del segretariato interdiocesano per i giovani. Attualmente è responsabile del comitato per i seminari e la pastorale vocazionale.
Il 17 aprile 2021 papa Francesco lo ha nominato arcivescovo metropolita di Siviglia. Ha preso possesso dell'arcidiocesi il 12 giugno successivo.
In seno alla Conferenza episcopale spagnola è membro della commissione esecutiva dal marzo del 2020. In precedenza è stato responsabile del dipartimento per la gioventù della commissione per l'apostolato secolare dal 2002 al 2008. Come tale ha coordinato l'incontro di papa Giovanni Paolo II con i giovani svoltosi nell'aeroporto di Madrid-Cuatro Vientos durante la visita di pontefice in Spagna il 3 e 4 maggio 2003. È stato anche membro della commissione per le catechesi e l'insegnamento dal 2002 al 2005, membro della commissione per la vita consacrata dal 2005 al 2008 e presidente della commissione per i seminari e le università dal 2008 al 2014. Dal 2014 è responsabile del dipartimento per la pastorale penitenziaria della commissione episcopale per la pastorale sociale. Il 20 ottobre 2011 la 221ª riunione della commissione permanente lo ha nominato membro del consiglio di amministrazione della Fondazione San Juan de Ávila, dottore della Chiesa. Nel 2017 la Conferenza episcopale lo ha nominato consigliere nazionale per il movimento dei Cursillos de Cristiandad.

## Genealogia episcopale e successione apostolica
La genealogia episcopale è:
- Cardinale Scipione Rebiba
- Cardinale Giulio Antonio Santori
- Cardinale Girolamo Bernerio, O.P.
- Arcivescovo Galeazzo Sanvitale
- Cardinale Ludovico Ludovisi
- Cardinale Luigi Caetani
- Cardinale Ulderico Carpegna
- Cardinale Paluzzo Paluzzi Altieri degli Albertoni
- Papa Benedetto XIII
- Papa Benedetto XIV
- Papa Clemente XIII
- Cardinale Marcantonio Colonna
- Cardinale Giacinto Sigismondo Gerdil, B.
- Cardinale Giulio Maria della Somaglia
- Cardinale Carlo Odescalchi, S.I.
- Cardinale Costantino Patrizi Naro
- Cardinale Lucido Maria Parocchi
- Papa Pio X
- Cardinale Gaetano De Lai
- Cardinale Raffaele Carlo Rossi, O.C.D.
- Cardinale Amleto Giovanni Cicognani
- Cardinale Luigi Dadaglio
- Cardinale Ricardo María Carles Gordó
- Arcivescovo Josep Ángel Sáiz Meneses

La successione apostolica è:
- Vescovo Salvador Cristau Coll (2014)
- Vescovo Teodoro León Muñoz (2023)
- Vescovo Ramón Darío Valdivia Jiménez (2023)